# Crudele giovedì grasso
La révolte du Crudele Giovedì Grasso (italien pour « jeudi gras cruel » ; Crudêl Joibe Grasse en frioulan, Crudel zobia grassa dans la langue toscane-vénitienne utilisée par l'humaniste Gregorio Amaseo) est une insurrection paysanne qui éclata en 1511 dans le Frioul, « la plus grande de l'Italie de la Renaissance » (F. Bianco).

## Contexte

### Mécontentement dans le Frioul entre lesXVeetXVIesiècles
Moins de cent ans après l'occupation vénitienne du patriarcat d'Aquilée, le mécontentement se répand parmi la population, provoqué par les importants privilèges dont bénéficient le clergé et la noblesse ; pour aggraver la situation, les familles nobles sont alors en guerre constante entre elles, ce qui provoque une augmentation des impôts, la dévastation du territoire et l'obligation d'accomplir le service militaire pour le seigneur.
Le gouvernement de la république de Venise n'a jamais considéré le Frioul au même rang que les autres Domini di Terraferma, mais il a intérêt à conserver sa domination afin de maintenir les troupes de l'empire d'Autriche et de l'empire ottoman loin de Venise. Cette attitude se reflète également dans les choix politiques des « dominants », caractérisés par l'absence de mesures visant à améliorer les conditions sociales et économiques de la population qui est essentiellement rurale.
Cela exacerbe l'isolement de la région, également du point de vue culturel et linguistique, empêchant le développement de toute forme évoluée de gouvernement populaire que les communautés rurales réclament de plus en plus fréquemment, et conduisant ainsi à l'exaspération des rapports féodaux du type sujet (paysan) - seigneur (noble), auquel les paysans frioulans sont soumis depuis des siècles. Les relations très précaires sont aussi dues au fait que la noblesse, privée de son ancien pouvoir par le gouvernement de Venise, tente de maintenir son statut social en exploitant les quelques droits et services restant dus aux paysans.

### Les premiers soulèvements populaires
Les premières émeutes débutent dès le 30 juillet 1509, quand à Sterpo (Bertiolo) une foule de paysans armés, menée par Asquino et Federico Varmo, chefs des cernidae et clients bien connus d'Antonio Savorgnan, rejoints plus tard par Ippolito Valvasone, Francesco Cortona et Vincenzo Pozzo, prend possession du château, à ce moment occupé uniquement par Nicolò Colloredo, fils d'Albertino, et quatre serviteurs, fait prisonnier Nicolò, qui est emmené à Udine, poursuit les serviteurs et y met le feu ,. C'est le dernier acte d'une bataille qui traîne depuis un certain temps des habitants de Virco, Flambro et Sevillano contre les Colloredo, propriétaires du château, accusés d'usurper les pâturages et les bois de la communauté à leur profit.
Cet événement est celui qui marque le plus l'opinion publique, mais pendant plusieurs années toute la région a été secouée par des querelles et des escarmouches fomentées par les paysans contre les nobles et leurs familles, braves, hommes d'armes ou leurs représentants (des affrontements ont lieu à Spilimbergo, Maniago, Valvasone, Portogruaro, Colloredo di Monte Albano, Tarcento).
En 1510, un groupe de nobles frioulans, revenant de Venise où ils ont demandé plus de mesures pour endiguer la situation, est intercepté et mis en fuite par un groupe de paysans armés, près de Codroipo (embuscade de Malazumpicchia).

### Déploiements à la veille du jeudi gras 1511
Les Savorgnan, famille de la noblesse d'Udine ouvertement pro-vénitienne, éludent le mécontentement en exacerbant le conflit social, afin de profiter de la situation pour en tirer des avantages personnels.
Leur politique repose sur un système de clientélisme qui les lie directement à la population. Dans leurs juridictions, ils accordent des droits aux paysans ou confirment les anciennes coutumes d'exploitation de la terre. En cas de mauvaise récolte, ils ouvrent leurs entrepôts à la population affamée, accordent des prêts, écoutent l'avis des représentants des quartiers. Ce système de protection vise à créer un véritable clan, dont les membres prennent le nom de « zamberlani » (ou zambarlani, çambarlans ), qui se reconnaissent dans la figure charismatique d'Antonio Savorgnan, si proche des souverains vénitiens qu'il a été nommé général commandant des cernidae, les milices paysannes armées qui sont rappelées en cas de guerre. Le parti des « strumieri » (strumîrs) s'oppose à cette faction auquel se joint une grande partie de l'ancienne noblesse frioulane qui ne supporte pas les tentatives de la Sérénissime pour contenir ses pouvoirs ; à leur tête se trouvent les membres de la famille della Torre, ennemis jurés des Savorgnans dès 1339. Les strumieri ont obtenu le soutien de l'empire d'Autriche dans une alliance anti-vénitienne.

## Explosion de la révolte le Jeudi Gras
Le Jeudi Gras (27 février 1511), selon Amaseo, Antonio Savorgnan organise une attaque impériale sur Udine (selon certaines sources, il pourrait s'agir de soldats de Cividale del Friuli commandés par Alvise da Porto, son neveu), convoquant la population pour défendre la ville. Au milieu du chaos créé par l'attentat raté, les braves de Savorgnan incitent la population armée au pillage des résidences citadines des della Torre qui sont suivies de celles de toute la noblesse d'Udine, à l'exception du palais des Savorgnan, véritable quartier général de la révolte.
De nombreux membres des familles della Torre, Colloredo, della Frattina, Soldonieri, Gorgo, Bertolini et d'autres, sont massacrés, leurs cadavres sont dépouillés et abandonnés dans les rues du centre-ville, sinon laissés comme repas pour les chiens ou traînés dans le boue, puis jetés à proximité des cimetières. Les émeutiers portent alors les habits des nobles, mettant en scène une macabre mascarade et imitant les manières des propriétaires originaux, incarnant l'esprit « d'inversion des parties » typique du carnaval. Les nobles qui parviennent à s'enfuir se retirent dans leurs châteaux ou, au-delà du Tagliamento, dans le Frioul occidental.
C'est alors qu'aurait pris fin le plan d'Antonio Savorgnan qui, officiellement resté étranger aux émeutes, a en fait physiquement éliminé la plupart de ses adversaires politiques de la noblesse. Pour tenter d'éviter toute trahison, il aurait fait assassiner deux de ses hommes d'armes, Giovanni di Leonardo Marangone di Capriglie (appelé « Vergon ») et Bernardino di Narni, qui connaissent son implication, et aurait fait jeter les cadavres, ainsi que celui d'un troisième témoin, une « femme de chambre de Pietro Urbano », dans le puits de San Giovanni ; les corps retrouvés plus tard sont méconnaissables.
D'autres sources décrivent l'incident comme une perte de contrôle d'Antonio Savorgnan sur les sujets, qui a en fait aidé à sauver certaines familles rivales du massacre. Il faut garder à l'esprit que la source principale des faits rapportés est Gregorio Amaseo, dans La crudel Zobia Grassa : aussi détaillé que soit son récit, il a vécu les faits en personne du côté des strumieri, c'est-à-dire les nobles qui sont contre les Savorgnan, et raconte donc l'histoire en discréditant et en insultant le « monstre » que semble avoir été le stratège charismatique qu'est Antonio. D'autres sources, comme par exemple Edward Muir dans Il sangue s'infuria e ribolle, reviennent sur la contribution d'Antonio, estimant qu'Amaseo l'a largement surestimée.

## Suite de l'affrontement
Ce n'est que le 1er mars qu'un contingent armé d'une centaine de chevaliers de Gradisca d'Isonzo, dirigé par Teodoro del Borgo, arrive dans la ville - « tandis que le peuple se levait aussi pour se venger » (P. Paschini) - qui réussit à rétablir l'ordre public, mais pas à interrompre les réjouissances carnavalesques centrées sur la moquerie des nobles assassinés.
Entre-temps, la violence s'est propagée comme une traînée de poudre dans les territoires voisins d'Udine et lentement dans toute la région. Les villageois, pour la plupart des paysans, armés comme pour aller au combat, assiègent les châteaux habités par la noblesse : ceux de Spilimbergo, Valvasone, Cusano, Salvarolo et Zoppola sont pris de force, comme décrit des preuves écrites et documentées du siège de ces derniers,.
Les châteaux de Zucco, Cergneu, Tarcento, Colloredo di Monte Albano, Caporiacco, Pers, Mels, Brazzacco, Moruzzo, Fagagna, Villalta et Arcano sont détruits. Des pillages de résidences de nobles ont également eu lieu à Tolmezzo, Venzone et Tricesimo.
À ce moment-là, la fortune des Savorgnan commence à se retourner : contrairement à leurs souhaits, même dans leurs propres domaines, la protestation commence ; Buia et Pinzano al Tagliamento sont prises d'assaut, où les paysans se révoltent contre leurs seigneurs, principaux partisans de la révolte. Cette révolte interne ne suffit pas, les troupes des strumieri réussissent à se réorganiser au château de Giulio di Porcia et de son frère Federico, obtenant cette fois le soutien des Vénitiens par l'intermédiaire de l'provéditeur de la Sérénissime à Pordenone, Alvise Bondoniero, ainsi que de quelques Sacilesi et environ 800 paysans de Cordenons. L'affrontement décisif a lieu près de la rivière Cellina, où la cavalerie d'environ 70 cavaliers et la meilleure formation des strumieri triomphent, provoquant la déroute des zamberlani qui ne sont plus certains du soutien vénitien. En guise d'avertissement, Giulio di Porcia fait pendre l'un des chefs de la révolte au château de Zoppola, obligeant les prisonniers à regarder la scène, comme un document de l'époque en rend compte,.
Le 26 mars de la même année, un violent tremblement de terre dévaste Udine et toute la région, qui coûte la vie à près de 10 000 personnes. Plus tard, les mêmes territoires sont en proie à la peste, à la famine et à de violents événements météorologiques dans la mer Adriatique, entre Venise et Trieste. Ces événements tragiques sont interprétés par les contemporains comme le signe tangible du jugement divin.

## Épilogue

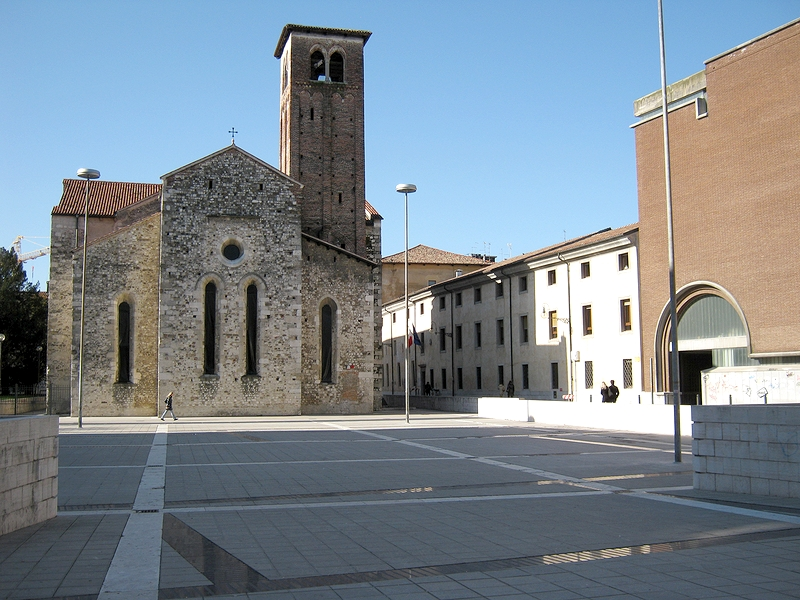
Udine, piazza Venerio et église San Francesco. Le marbre poli indique le plan du palais de Tristano Savorgnan, démoli en 1549.

Le gouvernement de Venise met en place un tribunal d'exception qui condamne à mort les principaux animateurs de la révolte, sans toutefois frapper le véritable architecte, Antonio Savorgnan qui, face au résultat globalement négatif, décide paradoxalement de rejoindre les rangs des impériaux auxquels il s'est tant opposé, à Villach, en territoire impérial.
La vengeance, cependant, ne tarde pas à arriver : une conspiration de strumieri organise son assassinat qui a lieu le 27 mars 1512 à la sortie de l'église San Giacomo di Villaco aux mains des nobles de Spilimbergo et Colloredo. Le gouvernement de Venise confisque les biens de la famille en 1549 et détruit le palais Savorgnan à Udine, après la vengeance perpétrée par Tristano Savorgnan à Venise, au cours de laquelle Girolamo et Giovanni Battista Colloredo, Girolamo della Torre, Giacomo Zorzi et les familles qui l'accompagnent, meurent. Les ruines sont conservées en guise d'avertissement dans ce qu'on a appelé plus tard la place de ruvine (« place de la ruine ») dans la langue frioulane, aujourd'hui piazza Venerio.
La mort de Savorgnan ne met donc pas fin à la série de vendettas et de représailles déclenchées par les événements du Jeudi Gras qui ont désormais perdu leur dimension collective et acquis le caractère de faide et de règlement de comptes personnel. Le dernier duel lié à ces événements a lieu en avril 1568 dans la campagne de Mantoue entre Troiano d'Arcano et Federico Savorgnan, dans lequel tous deux meurent. Des mois plus tard, la paix est célébrée à Venise avec une somptueuse cérémonie dans l'église San Giovanni di Malta, également appelée par les Vénitiens San Giovanni dei Furlani, devant le procurateur de Saint-Marc Alvise Ier Mocenigo.
La grande masse des paysans qui a participé aux émeutes reprend le travail dans les champs dans les mêmes conditions qu'auparavant, mais le gouvernement de la Sérénissime décide d'empêcher d'éventuelles nouvelles révoltes en répondant partiellement aux demandes des zamberlani, en instituant le corps de la Contadinanza, composée de représentants des paysans qui peuvent opposer leur veto aux propositions du parlement du Frioul.